# Hylaeus vigilans
Hylaeus vigilans là một loài Hymenoptera trong họ Colletidae. Loài này được Smith mô tả khoa học năm 1879.